# Soldier of Fortune (album)
Pour les articles homonymes, voir Soldier of Fortune.
Albums de Loudness
Jealousy
(1988) On the Prowl
(1991)
Soldier of Fortune est le 8e album studio du groupe japonais Loudness sorti en 1989.
C'est le premier album enregistré sans Minoru Niihara qui est remplacé par Michael Vescera aux chants.

## Liste des titres
Toutes les paroles sont écrites par Loudness, toute la musique est composée par Akira Takasaki.
| No  | Titre                      | Durée |
| --- | -------------------------- | ----- |
| A1. | Soldier of Fortune         | 3:55  |
| A2. | You Shook Me               | 4:42  |
| A3. | Danger of Love             | 5:02  |
| A4. | Twenty Five Days from Home | 4:22  |
| A5. | Red Light Shooter          | 4:50  |
| B1. | Running for Cover          | 4:21  |
| B2. | Lost Without Your Love     | 4:56  |
| B3. | Faces in the Fire          | 4:08  |
| B4. | Long After Midnight        | 4:38  |
| B5. | Demon Disease              | 4:34  |

(♠) Titré "25 Days from Home" sur certaines éditions de l'album.

## Composition du groupe
- Michael Vescera - chants
- Akira Takasaki - guitare
- Masayoshi Yamashita - basse
- Munetaka Higuchi - batterie
- Claude Schnell - claviers